# Roussoella nitidula
Roussoella nitidula är en svampart som beskrevs av Sacc. & Paol. 1888. Roussoella nitidula ingår i släktet Roussoella och familjen Didymosphaeriaceae.   Inga underarter finns listade i Catalogue of Life.